# Bernard Itier
Bernard Itier (ou Ithier) né en 1163 et mort le 23 janvier 1225 est un chroniqueur, moine et bibliothécaire de l'abbaye Saint-Martial de Limoges.

## Biographie
Bernard Iiter nait  dans une famille de riches bourgeois de Limoges ; il entre à quatorze ans à l'abbaye Saint-Martial de Limoges, qui dépend depuis 1062 de Cluny. Il est ordonné diacre en 1185 et prêtre en 1189 à 26 ans. Il est trésorier de l'abbaye jusqu'en 1191. En 1199, il est nommé armarius : il a la responsabilité de l'armoire aux livres (armarium), c'est-à-dire de la bibliothèque et du scriptorium où les moines copistes ou enlumineurs travaillent ; en 1211, il est préchantre (maître des chants). Cette abbaye avait eu comme chroniqueur Adémar de Chabannes au début du XIe siècle, puis Geoffroy de Vigeois, mort en 1184, que Bernard, entré à quatorze ans, a connu.
Bernard quitte parfois son monastère pour des voyages. En 1206-1207 il accompagne son abbé, Hugues de Brosses, à Cluny ; il va à Clermont, au Puy et à la Chaise-Dieu en 1208, il revient malade de ce voyage ; deux ans après en 1210, il se rend en Poitou et en Touraine, pour un voyage qui le conduit dans diverses abbayes : Poitiers, Tours, avec visite à Saint-Martin, Marmoutier ; en 1221, à 58 ans, il effectue  un voyage de proximité, à Uzerche, siège d'une importante abbaye limousine unie par une confraternité avec Saint-Martial,

## Son œuvre principale:Chronique
La Chronique de Bernard Itier n'est pas un texte pensé et structuré. Il a écrit sa chronique par morceaux, sur les marges d'un vieil antiphonaire (livre d'église). Généralement, la date de transcription de chaque note est marquée. La langue est un mélange de langue vulgaire et de latin peu correct. Cette chronique débute par des listes pour l'histoire sacrée et profane, et s'étend jusqu'à 1224. Le tout est extrêmement utile pour l'histoire du centre de la France.
Comme le note Jean-Loup Lemaître, « Le contenu de ces notes est très variable. Cela va, en importance, de quelques lignes à plus d'une page, et plus on avance dans le temps, plus leur ampleur s'accroît. Tout y passe, vu de Limoges : l'histoire générale, et surtout celle d'Aquitaine, avec les guerres entre Henri II et ses fils, la croisade contre les Albigeois, mais aussi et surtout la vie quotidienne d'un monastère de moines noirs en ce début du XIIIe siècle. Bernard Itier n'est pas un esprit supérieur, c'est un moine ordinaire, et il s'intéresse beaucoup aux faits divers, ce qui nous vaut des histoires de meurtres d'abbés par leurs moines, de suicides, de viols, d'incendie, de tremblement de terre ou de gelées des vignes exceptionnelles... C'est d'ailleurs ce qui fait tout l'intérêt de sa chronique ».
Appréciations portées sur ces chroniques par Becquet-Lemaître : « ce bloc-notes méticuleusement reconstitué fourmille d'informations précises et suggestives, sinon toujours exactes, sur la vie à Saint-Martial et en Limousin, mais guère au-delà : s'il a un peu voyagé, Bernard Itier a bien observé la stabilité socio-culturelle des moines noirs de son temps. Ainsi observe-t-il qu'à la Noël 1207 la grand-messe a été bien chantée : était-ce exceptionnel ? Une procession qui néglige la Maison-Dieu dédiée à la Madeleine est copieusement arrosée par le Ciel courroucé, mais quand des moniales péri-urbaines se donnent à Saint- Martial en 1205 pour se reprendre en 1223, on ne nous dit pas pourquoi. D'une guerre reconstruite par les historiens futurs, Bernard ne note que des émeutes urbaines immédiates, et il n'est évidemment pas question de notre Bouvines national, cet affrontement lointain entre le roi des Francs et ses ennemis allemands et autres ; en revanche, il salue respectueusement la mort de son contemporain Pierre de Poitiers, un théologien ».
Jean Vézin détaille, dans un article, les écrits de Bernard Itier et précise les lieux où ils se trouvent.
Au-delà de sa narration des événements, Bernard Itier développe son propre point de vue sur des domaines particuliers. Par exemple, figure sa conception des successions royale et baronniale. C'est celle d'un observateur assez simple qui établit de fait un parallèle entre la succession des rois et celles des barons et la présente comme naturelle, donnant les titres, de roi, de baron au fils de chacun avant même qu'ils succèdent à leur père « certes, avant 1200, la dévolution héréditaire du trône français et des baronnies était si bien établie dans la coutume, et donc dans l'esprit des gens, qu'elle devait faire partie intégrante de la mentalité de la société. Il est rare, cependant, que le titre royal ou baronnial ait été prêté à un fils qui n'ait pas été associé à la seigneurie paternelle ; mais puisque l'association anticipée de l'héritier était pratiquée fréquemment par les rois et la haute noblesse du XIIIe siècle, il était assez commun que les fils portent les titres de leurs pères vivants ».

### Éditions de laChronique
- Henri Duplès-Agier, Chroniques de St Martial de Limoges publiées d'après les manuscrits originaux, pour la société de l'histoire de France, Paris, Renouard, coll. « Publications pour la Société de l'histoire de France », 1874, 310 p. ; édition de la Chronique avec les continuations des bibliothécaires Étienne de Salviniec de 1229 à 1264 et Hélie du Breuil de 1264 à 1297.
- Bernard Itier, Chronique : texte établi, traduit et commenté par Jean-Loup Lemaitre, Paris, Les Belles Lettres, coll. « Classiques de l'histoire de France au Moyen Âge, 39 », 1998, 310 p. (ISBN 2-251-34050-5).
- Bernard Itier, The Chronicle and Historical Notes of Bernard Itier : texte établi, traduit et commenté par Andrew W. Lewis, Oxford, Clarendon Press, coll. "Oxford Medieval Texts", 2012, lxxvi-305 p.  (ISBN 978-0-19-954643-5)

### Études
- Hercule Géraud, « Trois abbés pour une abbaye », Bibliothèque de l'école des chartes, vol. 4,‎ 1843, p. 344-353 (lire en ligne).
- Régis Rech, « Bernard Itier », dans Dictionnaire du Moyen Âge, Paris, P.U.F., 2004, p. 154.